# Llista de cràters de Tritó
En aquest article només es mostra els noms oficials aprovats per la Unió Astronòmica Internacional (UAI).
Aquesta és una llista de cràters amb nom de Tritó, un satèl·lit natural de Neptú descobert el 1846 per l'astrònom William Lassell (1799-1880). Les dades recollides durant els sobrevol de la Voyager 2 no va ser suficient per determinar les coordenades i les dimensions de les característiques de la superfície per a les quals la UAI identifica les característiques mitjançant mapes fotogràfics. S'espera que altres missions proporcionin dades més precises.
El 2019, els 9 cràters amb nom de Tritó representava el 0,16% dels 5475 cràters amb nom del Sistema Solar. Altres cossos amb cràters amb nom són Ariel (17), Cal·listo (142), Caront (6), Ceres (115), Dàctil (2), Deimos (2), Dione (73), Encèlad (53), Epimeteu (2), Eros (37), Europa (41), Febe (24), Fobos (17), Ganímedes (132), Gaspra (31), Hiperió (4), Ida (21), Itokawa (10), Janus (4), Japet (58), Lluna (1624), Lutècia (19), Mart (1124), Mathilde (23), Mercuri (402), Mimas (35), Miranda (7), Oberó (9), Plutó (5), Proteu (1), Puck (3), Rea (128), Šteins (23), Tebe (1), Terra (190), Tetis (50), Tità (11), Titània (15), Umbriel (13), Venus (900), i Vesta (90).

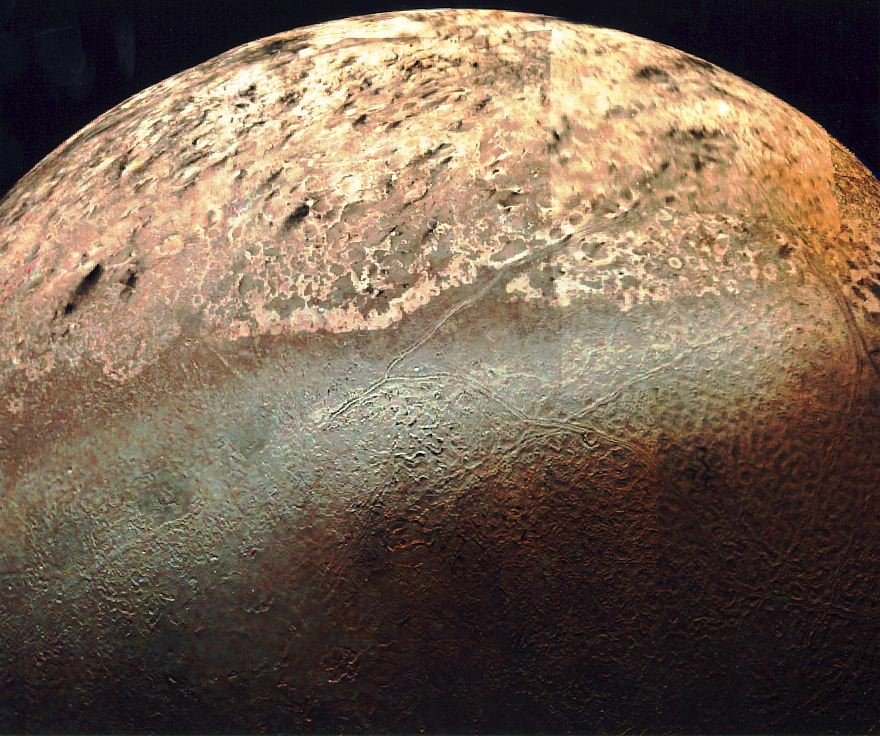
Imatge del pol sud de Tritó (Neptú i) realitzada per la sonda espacial Voyager 2 el 1989. Al nord, la superfície és generalment més fosca i de color vermella. Aquesta zona presenta una gran quantitat de característiques morfològiques inusuals, incloses les llargues línies al centre de la imatge.
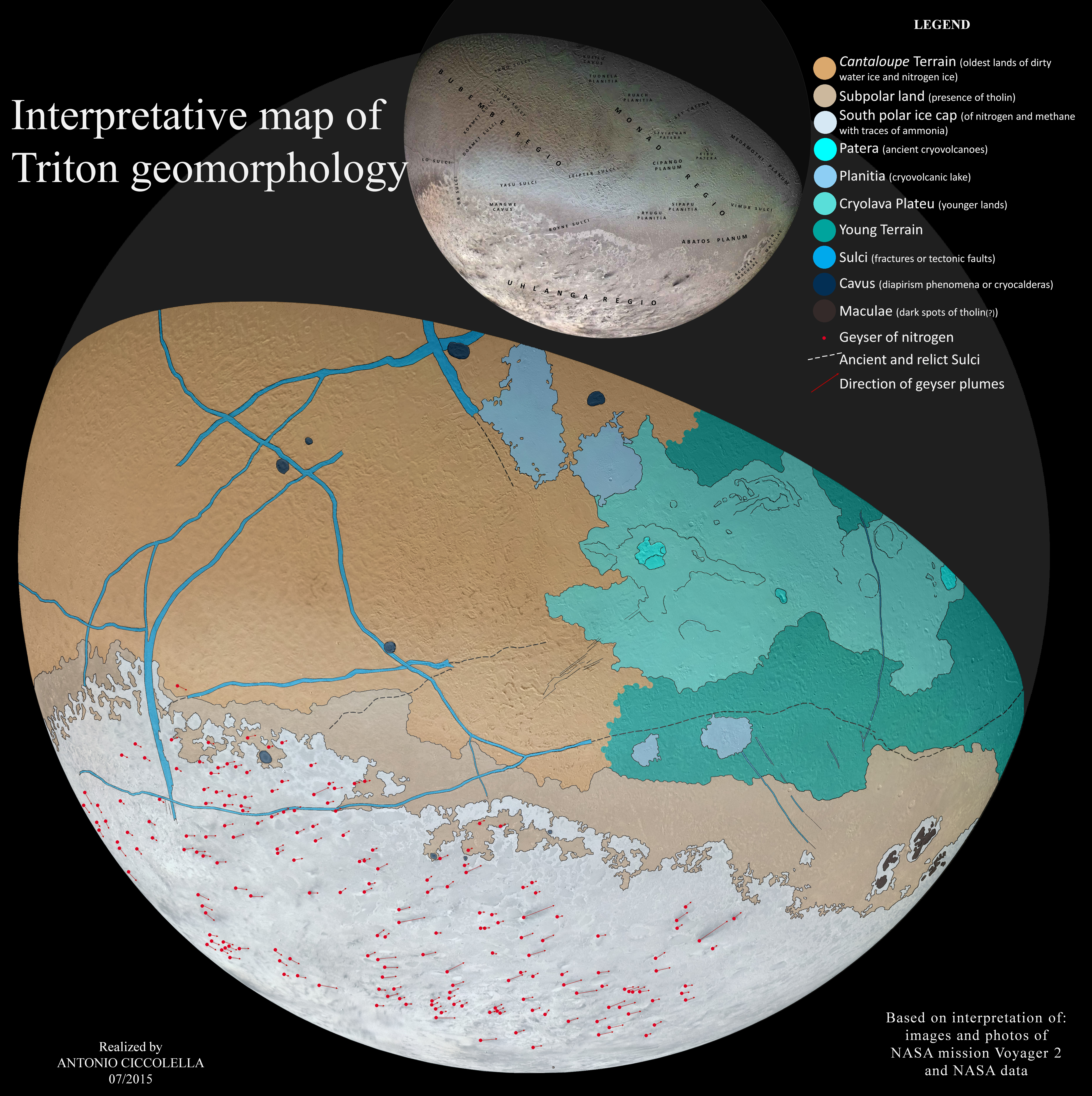
Mapa geomorfològic de Tritó
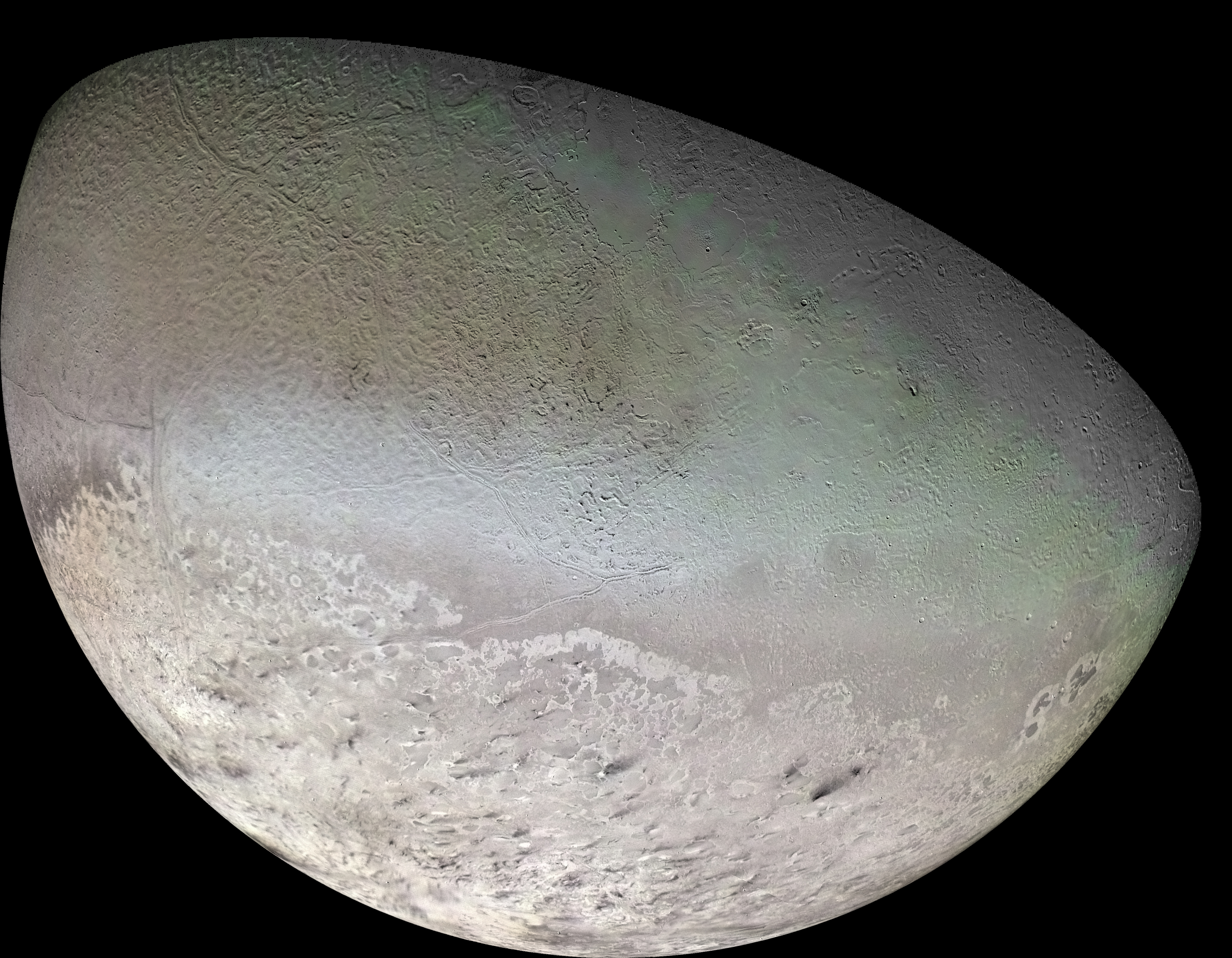
Tritó té la superfície més freda coneguda del sistema solar (38 K; -235,15 °C); fa tant de fred que la major part del nitrogen de Tritó es congela, convertint-lo en l'únic satèl·lit del sistema solar que té una superfície feta principalment de nitrogen congelat

A causa de l'esborrament i la modificació constant de la superfície degut l'activitat geològica en curs, els cràters d'impacte a la superfície de Tritó són relativament rars. En el cens dels cràters de Tritó realitzat a partir de les imatges rebudes de la sonda espacial Voyager 2 només es van trobar 179 que eren indiscutiblement d'origen per impacte, en comparació amb els 835 observats per a la lluna Miranda d'Urà, que només té el 3% de la superfície de Tritó. El cràter més gran observat a Tritó que es creu haver estat creat per un impacte és una característica de 27 km de diàmetre anomenada Mazomba. Tot i que s'han observat cràters més grans, generalment es creu que són de naturalesa criovolcànica.
Els pocs cràters d'impacte sobre Tritó es concentren gairebé tots a l'hemisferi capdavanter (que mira cap a la direcció del moviment orbital) i la majoria es concentren al voltant de l'equador (entre 30 ° i 70 ° de longitud), resultat del material escombrat de l'òrbita al voltant de Neptú. Com que orbita amb un costat encarat permanentment al planeta, els astrònoms creuen que Triton ha rebut menys impactes en el seu hemisferi final, a causa dels impactes sobre l'hemisferi principal més freqüents i violents. La Voyager 2 només va poder fotografiar el 40% de la superfície de Tritó, per la qual cosa encara no s'ha confirmat aquesta creença. Tanmateix, l'asimetria observada de la densitat de cràters supera el que es pot explicar a partir dels cràters observats, i implica una edat superficial més jove per a les regions lliures de cràters (≤ 6 milions d'anys) que per les regions amb més densitat de cràters (≤ 50 milions d'anys).

## Llista
Els cràters de Tritó porten el nom de divinitats marines de diverses cultures i de llocs relacionats amb l'aigua, com fonts, illes, guèisers...
Totes les coordenades són planetocèntriques (+ Est; 0-360).
| Cràter   | Coordenades                          | Diàmetre (km) | Epònim | Ref.  |
| -------- | ------------------------------------ | ------------- | --- | ----- |
| Amarum   | 26° 00′ N, 24° 30′ E / 26.0°N,24.5°E | n. d.         | Amarum - En la mitologia quítxua, un esperit semblant a una anaconda verda.                                                                | WGPSN |
| Andvari  | 20° 30′ N, 34° 00′ E / 20.5°N,34.0°E | n. d.         | Andvari - En la mitologia nòrdica, un dels nans creats al començament dels temps, vivia en una cascada sota la disfressa d'un lluç de riu. | WGPSN |
| Cay      | 12° 00′ S, 44° 00′ E / 12.0°S,44.0°E | n. d.         | Cay - Deïtat de la mitologia maia. | WGPSN |
| Ilomba   | 14° 30′ S, 57° 00′ E / 14.5°S,57.0°E | n. d.         | Ilomba - En la mitologia dels Lozi (Zàmbia), una serp d'aigua relacionada amb el mite de la destrucció.                                    | WGPSN |
| Kurma    | 16° 30′ S, 61° 00′ E / 16.5°S,61.0°E | n. d.         | Kūrma - A l'hinduisme, el segon avatar de Vixnu en forma de tortuga.                                                                       | WGPSN |
| Mazomba  | 18° 30′ S, 63° 30′ E / 18.5°S,63.5°E | n. d.         | Mazomba - En la mitologia dels Chaga (Tanzània), un peix gegant.                                                                           | WGPSN |
| Ravgga   | 3° 00′ S, 71° 30′ E / 3.0°S,71.5°E   | n. d.         | Ravgga - En la mitologia dels sami, peix daurat amb habilitats endevinatòries.                                                             | WGPSN |
| Tangaroa | 25° 00′ S, 65° 30′ E / 25.0°S,65.5°E | n. d.         | Tangaroa - En la mitologia dels māori, déu del mar i de la pesca.                                                                          | WGPSN |
| Vodyanoy | 17° 00′ S, 28° 30′ E / 17.0°S,28.5°E | n. d.         | Vodyanoy - En la mitologia eslava, esperit de les aigües.                                                                                  | WGPSN |